# بيسالو
بلدية بيسالو (بالإسبانية: Besalú) هي بلدية تقع في مقاطعة جرندة التابعة لمنطقة كتالونيا شمال شرق إسبانيا.

## الديموغرافيا
بلغ عدد سكان بلدية بيسالو 2.372 نسمة عام 2011 (وفقاً للمعهد الوطني الإسباني للإحصاء).
| 2.031 | 1.983 | 2.073 | 2.211 | 2.265 | 2.361 | 2.372 |